# Electric Brae

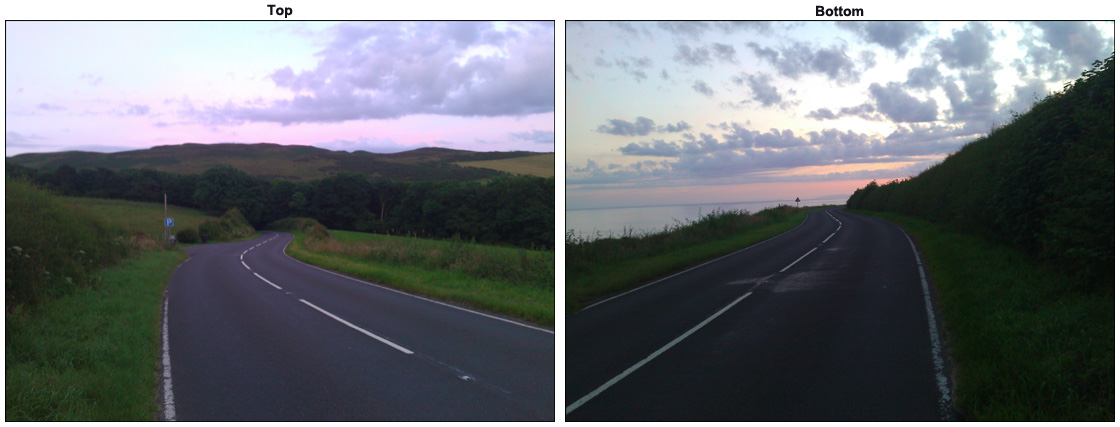
Die Straße, die abwärts zu verlaufen scheint, verläuft in Wirklichkeit aufwärts und umgekehrt.

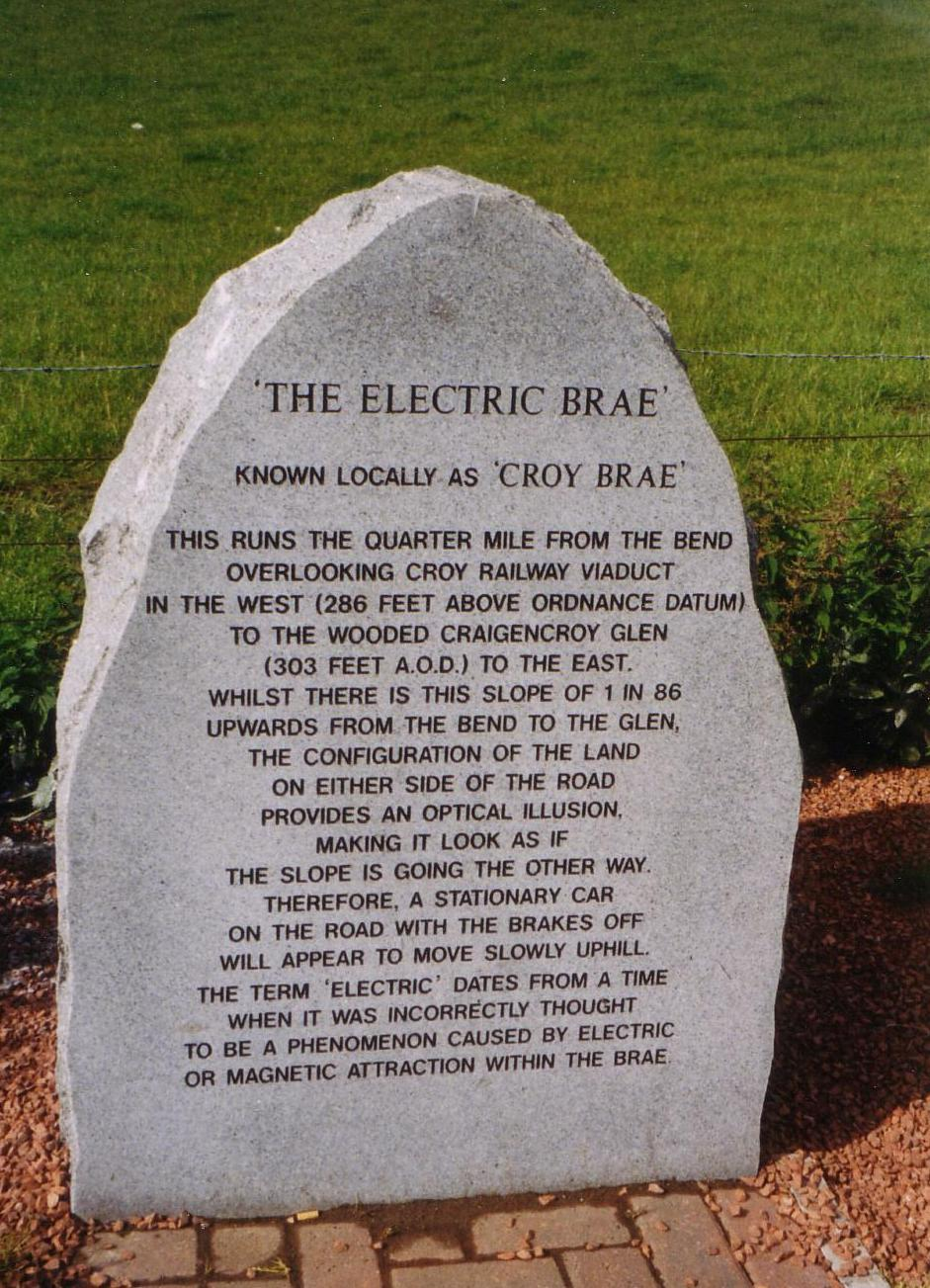
Touristeninformation zum Phänomen

Der Electric Brae oder Croy Brae ist ein Berg in der schottischen Council Area South Ayrshire. Er liegt an der Küste des Firth of Clyde zwischen den Ortschaften Croy und Dunure. Das schottische Wort brae bedeutet sanfter Hang.
Bekannt wurde der Berg durch die Straße A719, die dort entlangführt und auf der Autos, die mit gelöster Handbremse abgestellt werden, dem Anschein nach langsam bergaufwärts rollen. Für dieses Phänomen, welches zu einer Touristenattraktion geworden ist, konnte lange keine Erklärung gefunden werden. Es kursierte zunächst die Vermutung, dass magnetische Gesteine in der Umgebung der Auslöser sind, woher auch die Bezeichnung „Electric Brae“ rührt. Es handelt sich allerdings um eine optische Täuschung – die Straße führt bergab, es sieht aber wegen der Bergkulisse im Hintergrund wie bergauf aus.
Ähnliche Erscheinungen sind an der italienischen Verbindungsstraße zwischen der Landstraße Via dei Laghi und der Via Appia Nuova, an der Zufahrtsstraße zum Südtiroler Ort Montagnaga sowie auf der Landstraße 3053 vor Butzbach in Hessen zu sehen.